# Rovni
Rovni (Servisch cyrillisch Ровни) is een plaats in de Servische gemeente Valjevo. De plaats telt 169 inwoners (2002).

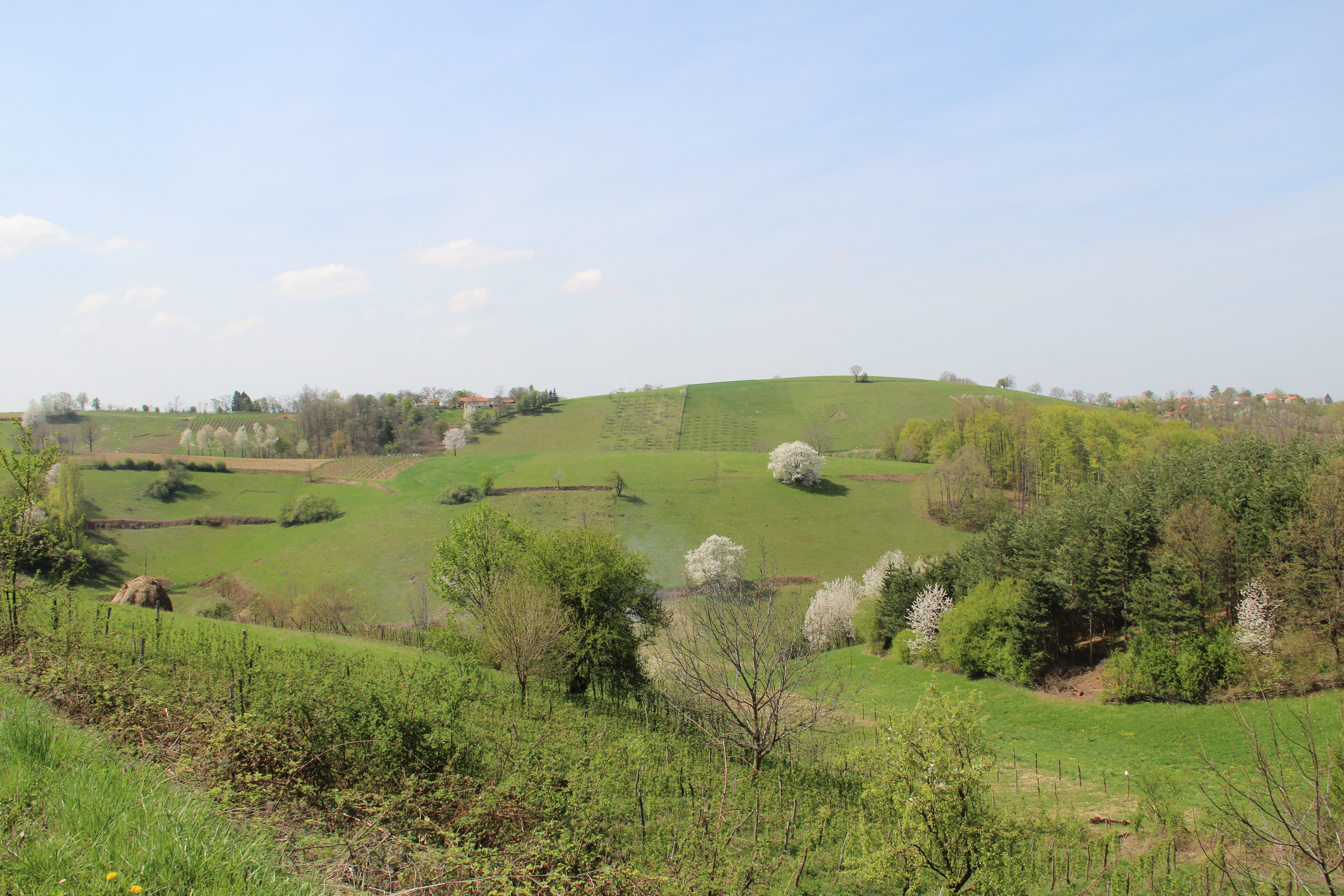
Rovni - panorama
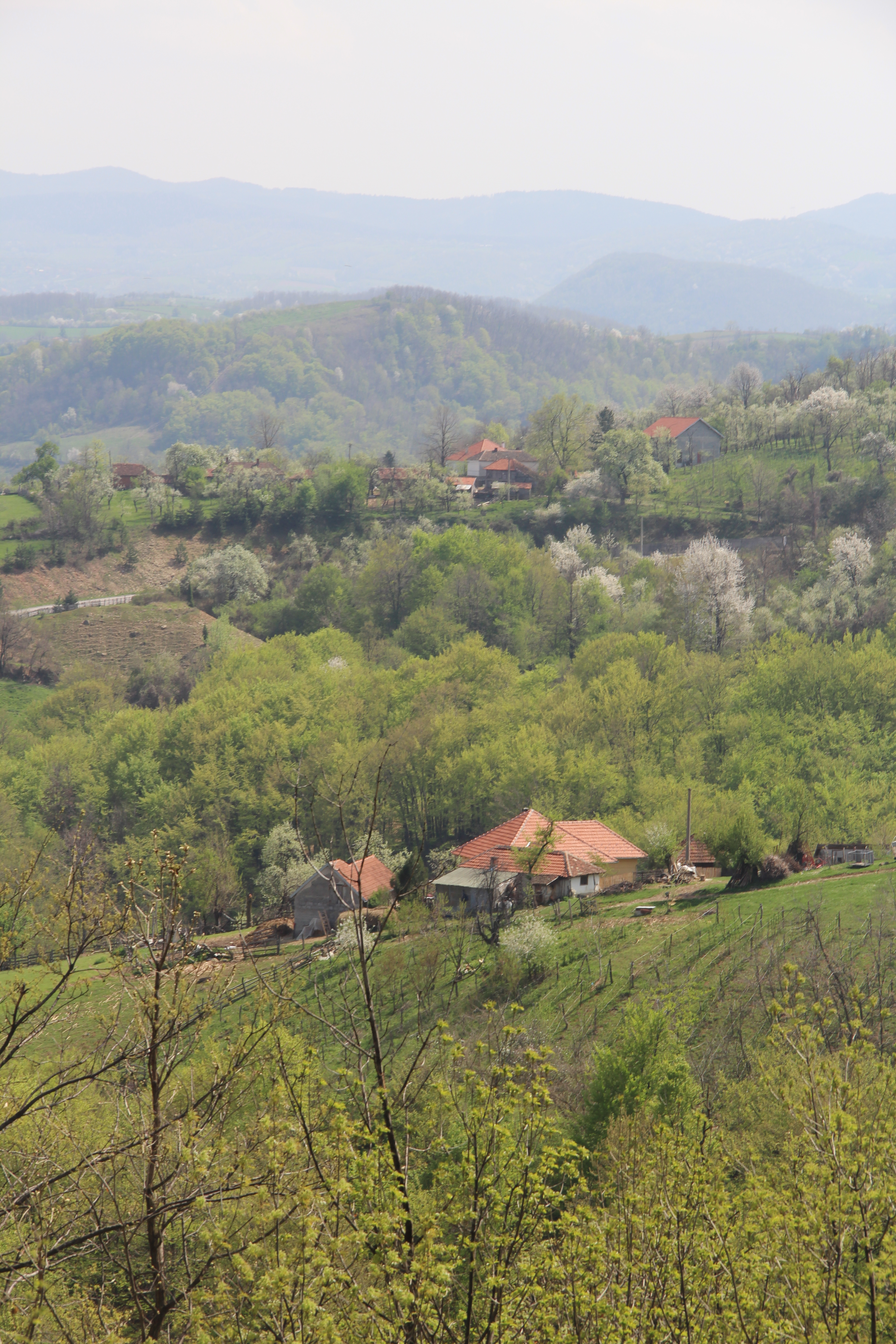
Rovni - panorama
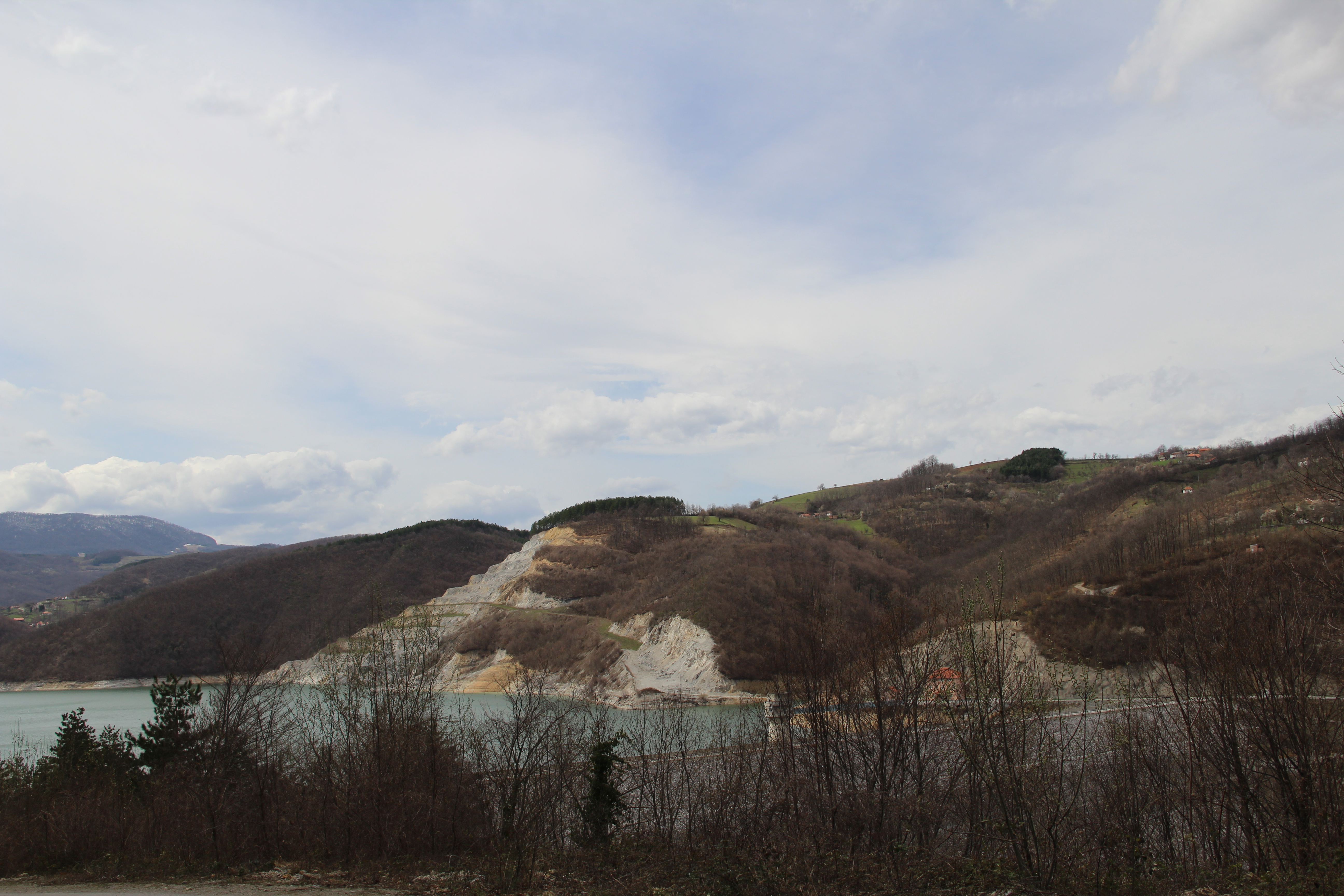
Rovni - panorama
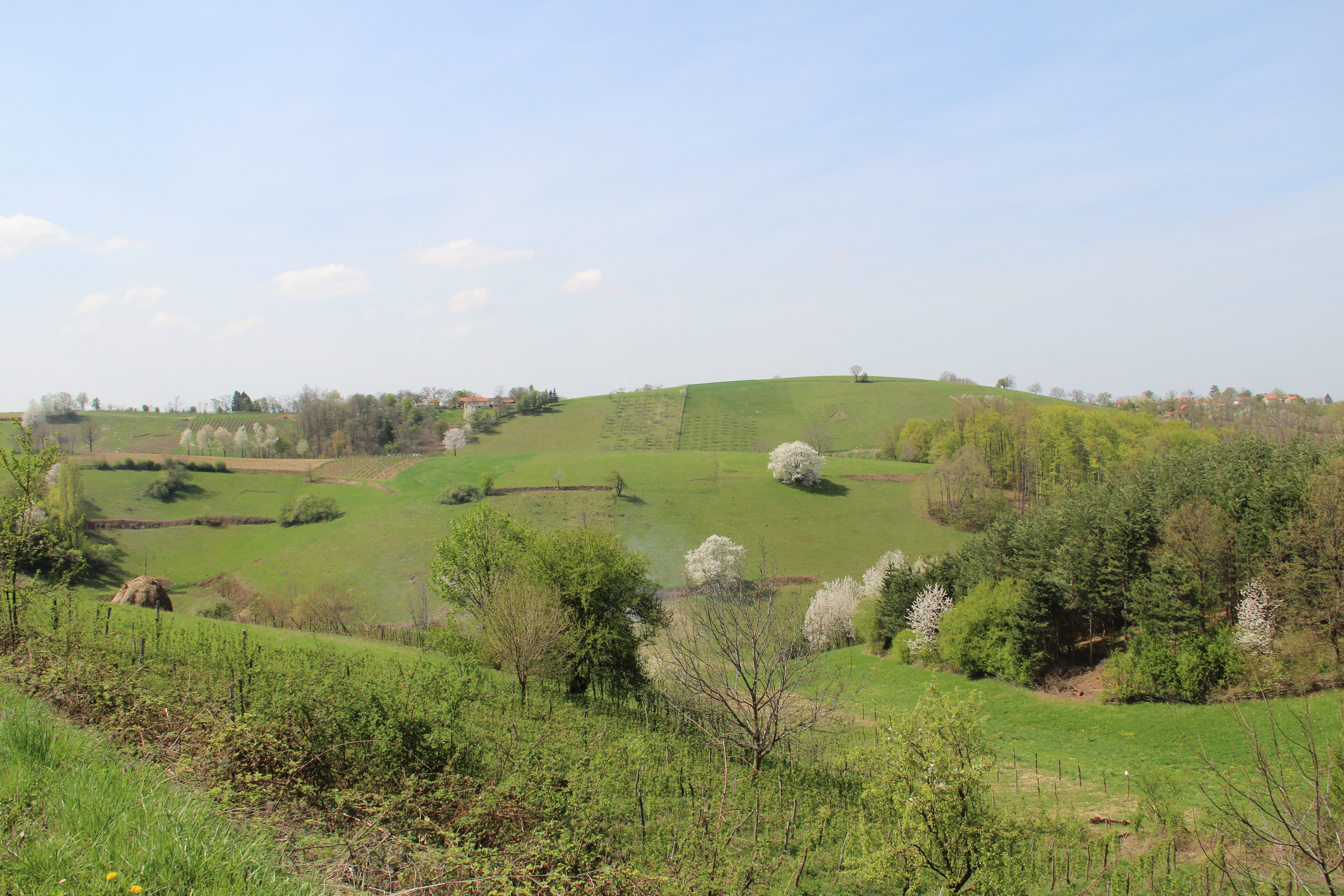
Rovni - panorama
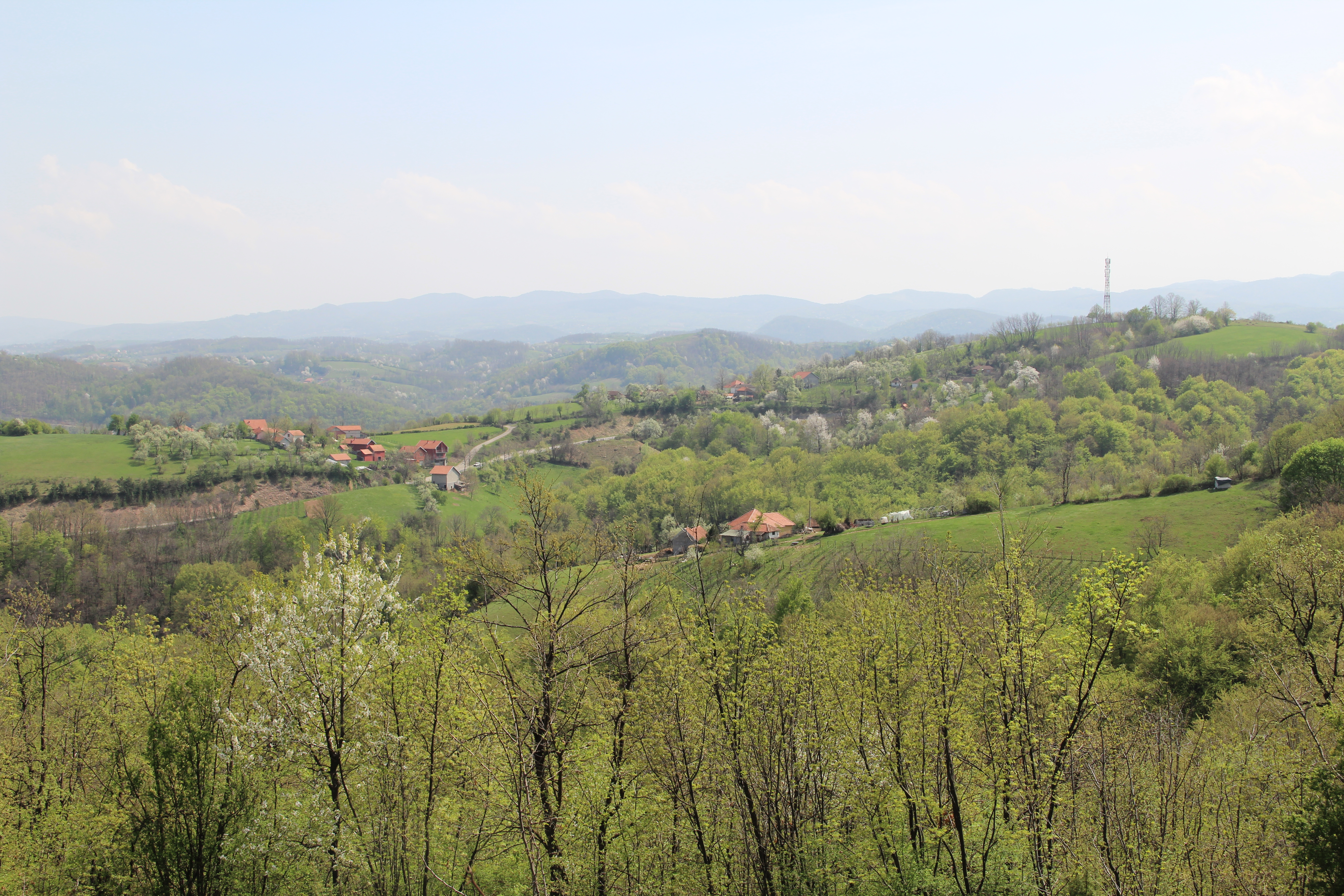
Rovni - panorama
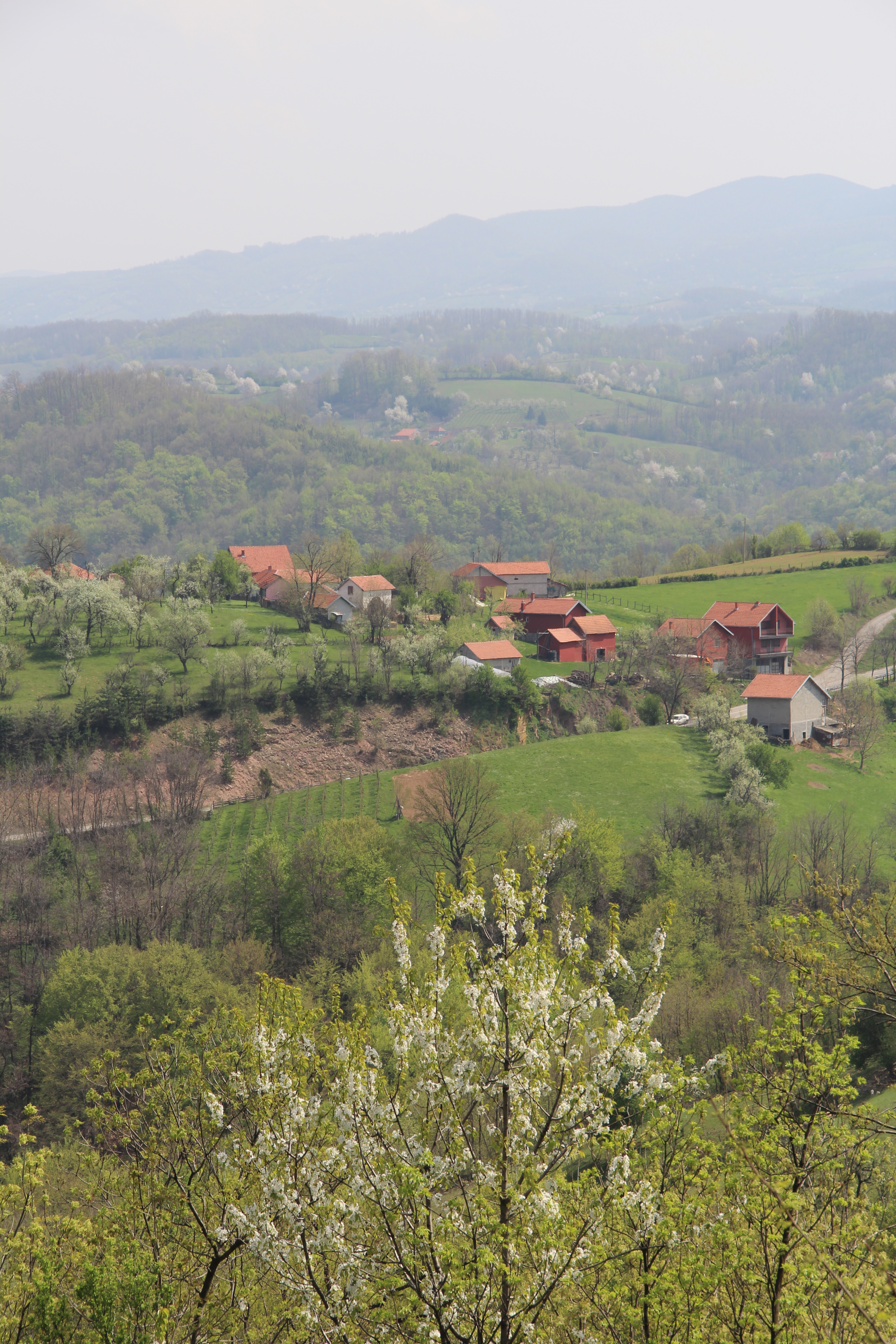
Rovni - panorama
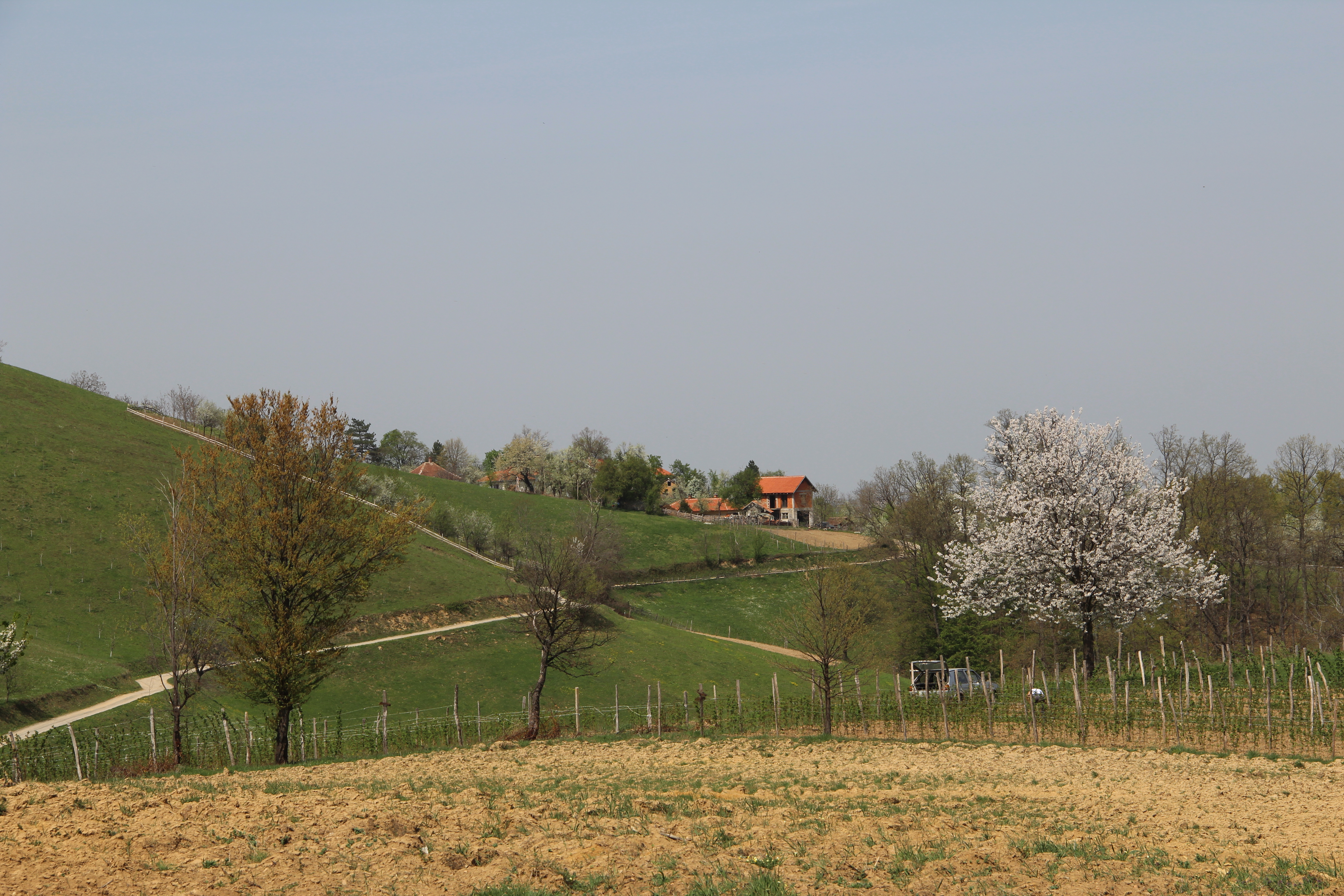
Rovni - panorama
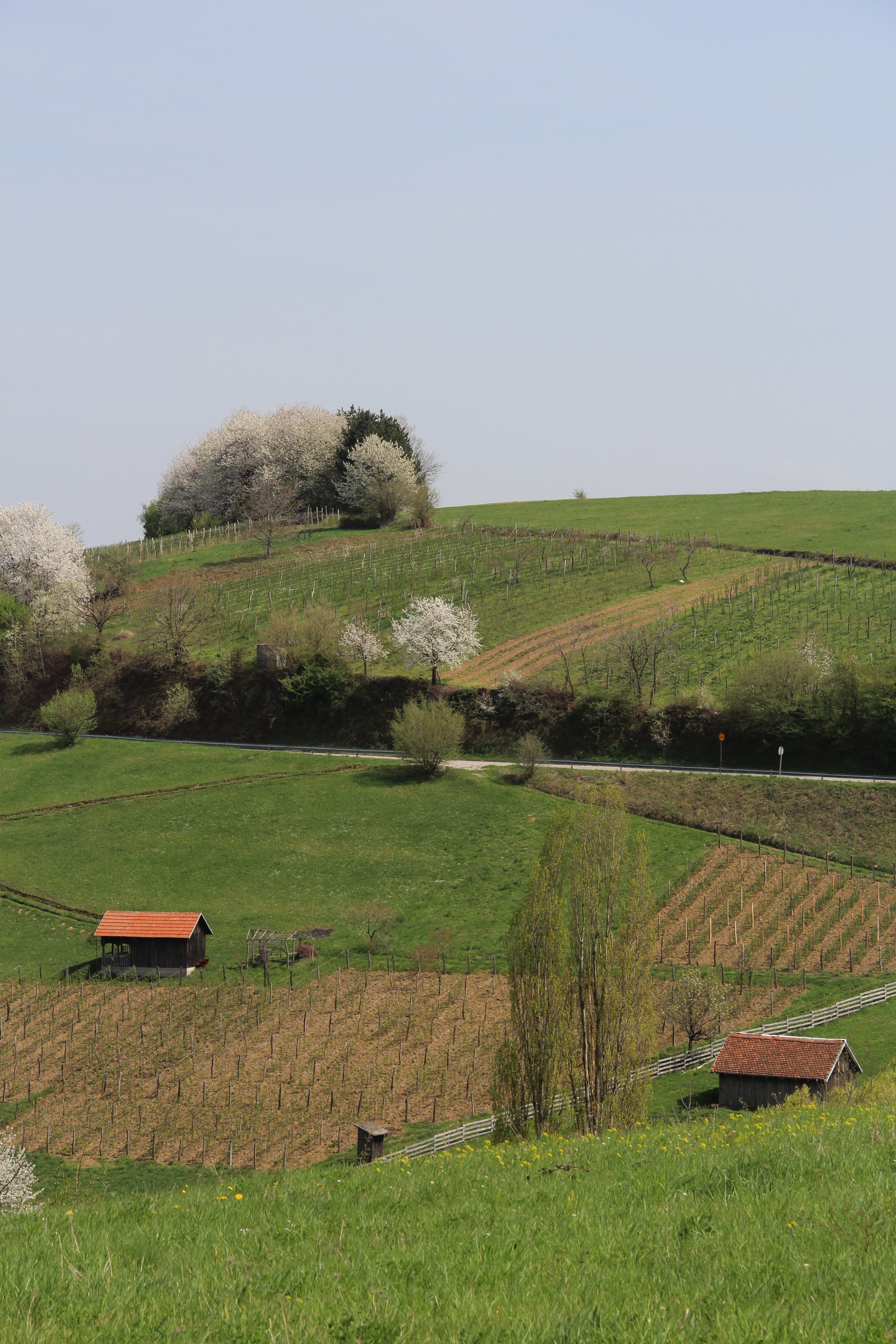
Rovni - panorama